# Gontxarka
Gontxarka (en rus Гончарка) és un possiólok de la República d'Adiguèsia, a Rússia. Es troba a la riba dreta d'un afluent del Psenafa, a 8 km a l'est de Belorétxensk, a 10 km a l'oest de Guiaguínskaia i a 25 km al nord-oest de Maikop. Pertany a l'stanitsa de Guiaguínskaia.

## Història
El 1929 al territori de Gontxarka s'hi fundà el sovkhoz de Skotovod. El 1932 l'àrea del sovkhoz era de 30.000 ha. S'hi criaven ovelles, porcs, cavalls i vaques, a més de conrear-s'hi cereals. Fou aleshores que començaren a construir-hi cases per a nous habitants.
Fins al 1951 el sovkhoz conservà la seva funció ramadera, i més endavant va passar a conrear plantes medicinals com la sàlvia, la menta o la belladona. El 1950 s'hi construí una estació de ferrocarril del Caucas Nord, i en aquest any arribà l'aigua i el gas a les cases. El 1972 va construir-hi la primera escola.